# Adesmia dessaueri
Adesmia dessaueri es una especie de planta floral del género Adesmia, categorizada en la tribu Dalbergieae, de la familia Fabaceae.

## Distribución
Especie nativa de Chile. Crece en el bioma templado.

## Taxonomía
Fue descrita por (Reiche) Phil. ex Dyer y publicada en Index Kew., Suppl. 2: 3 (1904).